# Liste de films français sortis en 1912
Listes de films français
- 1908
- 1909
- 1910
- 1911
- 1912
- 1913
- 1914
- 1915
- 1916

Liste non exhaustive de films français sortis en 1912.

## 1912
| Titre                                                  | Réalisateur                        | Distribution                                                                            | Genre                   | Notes        |  |
| ------------------------------------------------------ | ---------------------------------- | --------------------------------------------------------------------------------------- | ----------------------- | ------------ |  |
| À la conquête du pôle                                  | Georges Méliès                     | Georges Méliès, Fernande Albany                                                         | Aventure                | 33 min       |  |
| Absalon                                                | Henri Andréani                     | Louis Ravet                                                                             | Péplum                  | 415 m        |  |
| L'Accident                                             | Louis Feuillade                    | René Navarre, Renée Carl                                                                | Film dramatique         | 495 m        |  |
| L'Amazone masquée                                      | Henri Fescourt                     | Maurice Vinot Sylvette Fillacier                                                        | Film dramatique         |              |  |
| L'Âme des moulins                                      | Alfred Machin                      | Maurice Mathieu                                                                         | Film dramatique         | 180 m        |  |
| Amour d'automne                                        | Louis Feuillade                    | Suzanne Grandais                                                                        |                         | 410 m        |  |
| L'Amour plus fort que la haine                         | René Leprince Ferdinand Zecca      | Gabriel Signoret, Henri Étiévant                                                        | Film dramatique         |              |  |
| Androclès                                              | Louis Feuillade                    | René Sablon, Raymond Lyon                                                               | Film dramatique         | 296 m        |  |
| L'Anneau fatal                                         | Louis Feuillade                    | Jean Ayme, Renée Carl                                                                   |                         | 907 m        |  |
| L'Attrait du bouge                                     | Louis Feuillade                    | Georges Melchior                                                                        |                         | 452 m        |  |
| Au pays des lions                                      | Louis Feuillade                    | Renée Carl, Joë Hamman, René Sablon                                                     |                         | 509 m        |  |
| Au pays des ténèbres                                   | Louis Feuillade                    | André Liabel, Marcel Vibert, Charles Krauss                                             | Film dramatique         | 705 m        |  |
| L'Auberge du tohu-bohu                                 | Georges Denola                     | Émile Mylo, Louis Blanche                                                               | Comédie                 |              |  |
| L'Auberge rouge                                        | Camille de Morlhon                 | Jean Worms, Georges Saillard, Jeanne Cheirel, Julien Clément                            |                         |              |  |
| Au prix de son sang                                    | Victorin Jasset                    | Alexandre Arquillière                                                                   | Film dramatique         |              |  |
| Babylas va se marier                                   | Alfred Machin                      | Louis-Jacques Boucot                                                                    | Comédie                 |              |  |
| Bal costumé                                            | Georges Monca                      | Mistinguett, Paulette Lorsy, Émile Mylo, Charles Lorrain                                | Comédie                 | 215 m.       |  |
| Bandits en automobile                                  | Victorin Jasset                    | Henri Gouget, Camille Bardou                                                            |                         | 28 min       |  |
| Bébé a la peste                                        | Louis Feuillade                    | René Dary, Renée Carl                                                                   | Comédie                 | 192 m        |  |
| Bébé adopte un petit frère                             | Louis Feuillade                    | René Dary, Renée Carl René Poyen                                                        | Comédie                 | 357 m        |  |
| Bébé artiste capillaire                                | Louis Feuillade                    | René Dary, Renée Carl                                                                   | Comédie                 | 171 m        |  |
| Bébé, Bout de Zan et le Voleur                         | Louis Feuillade                    | René Dary, Renée Carl René Poyen                                                        | Comédie                 | 225 m        |  |
| Bébé chez le pharmacien                                | Louis Feuillade                    | René Dary, Renée Carl                                                                   | Comédie                 | 186 m        |  |
| Bébé colle les timbres                                 | Louis Feuillade                    | René Dary, Paul Manson Renée Carl                                                       | Comédie                 | 137 m        |  |
| Bébé est ange gardien                                  | Louis Feuillade                    | René Dary, Renée Carl                                                                   | Comédie                 | 140 m        |  |
| Bébé est au silence                                    | Louis Feuillade                    | René Dary, Renée Carl                                                                   | Comédie                 | 3 min        |  |
| Bébé est perplexe                                      | Louis Feuillade                    | René Dary, Renée Carl                                                                   | Comédie                 | 128 m        |  |
| Bébé et la Carpe reconnaissante                        | Louis Feuillade                    | René Dary, Renée Carl                                                                   | Comédie                 | 131 m        |  |
| Bébé et la Gouvernante Bébé et sa gouvernante anglaise | Louis Feuillade                    | René Dary, Renée Carl                                                                   | Comédie                 | 123 m        |  |
| Bébé et ses grands-parents                             | Louis Feuillade                    | René Dary, Renée Carl Edmond Bréon                                                      | Comédie                 | 92 m         |  |
| Bébé et la Lettre anonyme                              | Louis Feuillade                    | René Dary, Renée Carl                                                                   | Comédie                 | 240 m        |  |
| Bébé et la levrette                                    | Louis Feuillade                    | René Dary, Renée Carl                                                                   | Comédie                 | 127 m        |  |
| Bébé et le Financier                                   | Louis Feuillade                    | René Dary, Renée Carl René Navarre                                                      | Comédie                 | 192 m        |  |
| Bébé et le Satyre                                      | Louis Feuillade                    | René Dary, Renée Carl                                                                   | Comédie                 | 190 m        |  |
| Bébé et le Vieux Marcheur                              | Louis Feuillade                    | René Dary, Edmond Bréon                                                                 | Comédie                 | 179 m        |  |
| Bébé fait du spiritisme                                | Louis Feuillade                    | René Dary, Renée Carl                                                                   | Comédie                 | 153 m        |  |
| Bébé jardinier                                         | Louis Feuillade                    | René Dary, Marie Dorly                                                                  | Comédie                 | 123 m        |  |
| Bébé juge                                              | Louis Feuillade                    | René Dary                                                                               | Comédie                 | 78 m         |  |
| Bébé marie sa bonne                                    | Louis Feuillade                    | René Dary, Renée Carl                                                                   | Comédie                 | 115 m        |  |
| Bébé n'aime pas sa concierge                           | Louis Feuillade                    | René Dary, Madeleine Guitty, Renée Carl, Paul Manson                                    | Comédie                 | 115 m        |  |
| Bébé pacificateur                                      | Louis Feuillade                    | René Dary, Renée Carl                                                                   | Comédie                 | 148 m        |  |
| Bébé persécute sa bonne                                | Louis Feuillade                    | René Dary, Renée Carl                                                                   | Comédie                 | 163 m        |  |
| Bébé roi des policiers                                 | Louis Feuillade                    | René Dary, Renée Carl                                                                   | Comédie                 |              |  |
| Bébé s'habille tout seul                               | Louis Feuillade                    | René Dary, Renée Carl                                                                   | Comédie                 | 163 m        |  |
| Bébé se noie                                           | Louis Feuillade                    | René Dary, Renée Carl                                                                   | Comédie                 | 158 m        |  |
| Bébé se venge                                          | Louis Feuillade                    | René Dary, Renée Carl                                                                   | Comédie                 |              |  |
| Bébé soigne son père                                   | Louis Feuillade                    | René Dary, Renée Carl                                                                   | Comédie                 | 184 m        |  |
| Bébé somnambule                                        | Louis Feuillade                    | René Dary, Renée Carl                                                                   | Comédie                 | 216 m        |  |
| Bébé tire à la cible                                   | Louis Feuillade                    | René Dary, Renée Carl                                                                   | Comédie                 | 184 m        |  |
| Bébé trouve un portefeuille                            | Louis Feuillade                    | René Dary, Renée Carl                                                                   | Comédie                 | 302 m        |  |
| Bébé veut payer ses dettes                             | Louis Feuillade                    | René Dary, Renée Carl                                                                   | Comédie                 | 175 m        |  |
| Bébé victime d'une erreur judiciaire                   | Louis Feuillade                    | René Dary                                                                               | Comédie                 |              |  |
| Bébé voyage                                            | Louis Feuillade                    | René Dary, Renée Carl                                                                   | Comédie                 | 219 m        |  |
| Le Béret                                               | Léonce Perret                      |                                                                                         |                         | 167 m        |  |
| La Bien-aimée / Douce Alsace                           | Maurice Le Forestier               | Stacia Napierkowska, Jean Angelo, Armand Numès                                          | Film dramatique         |              |  |
| Les Braves Gens                                        | Louis Feuillade                    | Maurice Vinot, Renée Carl                                                               |                         | 770 m        |  |
| Le Cadeau d'Onésime                                    | Jean Durand                        | Ernest Bourbon, Gaston Modot                                                            | Comédie                 | 135 m        |  |
| Calino chef de gare                                    | Jean Durand                        | Clément Mégé                                                                            | Comédie                 | 148 m        |  |
| Calino courtier en paratonnerre                        | Jean Durand                        | Clément Mégé, Gaston Modot                                                              | Comédie                 | 115 m        |  |
| Calino dompteur par amour                              | Jean Durand                        | Clément Mégé, Gaston Modot                                                              | Comédie                 | 134 m        |  |
| Calino fait l'omelette                                 | Jean Durand                        | Clément Mégé, Gaston Modot                                                              | Comédie                 | 137 m        |  |
| Calino gardien de prison                               | Jean Durand                        | Clément Mégé, Gaston Modot                                                              | Comédie                 | 139 m        |  |
| Calino s'endurcit la figure                            | Jean Durand                        | Clément Mégé, Gaston Modot                                                              | Comédie                 |              |  |
| La Calomnie punie                                      | Jean Durand                        | Ernest Bourbon, Gaston Modot                                                            | Comédie                 | 151 m        |  |
| Le Calvaire du mousse                                  | Alfred Machin                      | Maurice Mathieu                                                                         |                         |              |  |
| Les Caprices du Roi Soleil ,                           | Maurice Le Forestier               | Émile Dehelly, Suzanne Revonne                                                          | Comédie dramatique      | 390 m        |  |
| La Cassette de l'émigrée                               | Louis Feuillade                    | Renée Carl, Paul Manson                                                                 |                         | 572 m        |  |
| Cendrillon ou la Pantoufle mystérieuse                 | Georges Méliès                     | Louise Lagrange                                                                         |                         | 24 min       |  |
| C'est Bébé qui boit le muscat                          | Louis Feuillade                    | René Dary, Renée Carl                                                                   | Comédie                 | 220 m        |  |
| La Chambre au judas                                    | Henri Desfontaines                 | Claude Garry                                                                            |                         |              |  |
| Le Château de la peur                                  | Louis Feuillade                    | Yvette Andréyor, Renée Carl                                                             | Film dramatique         |              |  |
| Chauffeur par amour                                    | Louis Feuillade                    | Paul Manson, Gaston Modot                                                               |                         |              |  |
| Le Chef d'œuvre                                        | Georges Denola                     | Jean Kemm, Paul Capellani, Stacia Napierkowska                                          | Comédie                 | 260 m.       |  |
| Les Chefs d'œuvre de Bébé                              | Louis Feuillade                    | René Dary, Renée Carl                                                                   | Comédie                 | 99 m         |  |
| Le Cheval vertueux                                     | Jean Durand                        | Joë Hamman, Ernest Bourbon                                                              | Western                 | 104 m        |  |
| Le Chevalier des neiges                                | Georges Méliès                     |                                                                                         |                         | 16 min       |  |
| Le Cheveu d'or                                         | Pierre Bressol                     | Harry Baur, Pierre Bressol                                                              |                         | 425 m        |  |
| Le Chrysanthème rouge                                  | Léonce Perret                      | Suzanne Grandais, Léonce Perret                                                         | Comédie                 | 273 m        |  |
| Les Cloches de Pâques                                  | Louis Feuillade                    | Yvette Andréyor, Renée Carl                                                             |                         | 451 m        |  |
| Le Cœur et l'Argent                                    | Louis Feuillade Léonce Perret      | Suzanne Grandais Renée Carl                                                             | Film dramatique         | 382 m        |  |
| Compliments sincères                                   | Louis Feuillade                    | René Navarre                                                                            |                         |              |  |
| Les Conquêtes de Rigadin                               | Georges Monca                      | Charles Prince, Germaine Reuver, Gabrielle Lange                                        | Comédie                 | 195 m.       |  |
| La Course à l'amour                                    | Jean Durand                        | Ernest Bourbon                                                                          | Comédie                 | 159 m        |  |
| La Course aux millions                                 | Louis Feuillade                    | Renée Carl                                                                              | Film dramatique         |              |  |
| Le Crime de Toto ou Toto jaloux                        | Georges Denola                     | Maria Fromet, Jean Kemm, Eva Reynal, Eugénie Nau                                        | Comédie                 | 275 m.       |  |
| La Dame aux camélias                                   | André Calmettes Henri Pouctal      | Sarah Bernhardt, Lou Tellegen                                                           | Film dramatique         | 900 m        |  |
| Dans la brousse                                        | Louis Feuillade                    | Renée Carl, Joë Hamman                                                                  |                         | 402 m        |  |
| Le Dédale                                              | René Leprince                      | René Alexandre, Jean Kemm Gabrielle Robinne                                             |                         |              |  |
| Le Destin des mères                                    | Louis Feuillade                    | Renée Carl, Suzanne Grandais                                                            | Film dramatique         | 115 m        |  |
| La Dette d'honneur                                     | Léonce Perret                      | Léonce Perret                                                                           |                         |              |  |
| L'Express matrimonial / En Express                     | Léonce Perret                      | Valentine Petit, Léonce Perret Marie Dorly Émile Keppens, Edmund Breon                  | Comédie                 | 13 minutes   |  |
| Femme fatale                                           |                                    | Emile Dehelly René Alexandre                                                            |                         | 980 m        |  |
| La Femme du barbier                                    | Georges Monca                      | Mistinguett, Charles Lorrain                                                            | Comédie                 |              |  |
| Une femme trop aimante                                 | Georges Denola                     | Cécile Barré, Charles Lorrain, Théodore Thalès dit le mime Thalès                       | Comédie                 | 7 min.       |  |
| La Fiancée du toréador                                 | Jean Durand                        | Joë Hamman, Gaston Modot, Lucien Bataille                                               | Comédie                 | 157 m        |  |
| La Fièvre de l'or                                      | René Leprince, Ferdinand Zecca     | Stacia Napierkowska, Louis Ravet, Claude Garry                                          | Film dramatique         |              |  |
| La Fille des chiffonniers                              | Georges Monca                      | Jean Kemm, Émile Mylo, Paul Capellani                                                   | Film dramatique         | 650 m        |  |
| La Fille du margrave                                   | Louis Feuillade Léonce Perret      | Yvette Andréyor, André Luguet                                                           |                         | 400 m        |  |
| La Fin de la révolution américaine                     | Louis Feuillade                    | Suzanne Grandais, Joë Hamman                                                            | Film d'aventure         |              |  |
| La Folle de Pen-March                                  | Georges Denola                     | Mistinguett, Jean Dax                                                                   |                         |              |  |
| La Garçonnière de Rigadin                              | Georges Monca                      | Charles Prince, Gabrielle Lange                                                         | Comédie                 | 170 m.       |  |
| Grand-Maman                                            | René Le Somptier                   | Berthe Jalabert, Georges Melchior                                                       |                         |              |  |
| Graziella la gitane                                    | Léonce Perret                      | Léonce Perret, Jean Aymé                                                                | Film dramatique         | 21 min       |  |
| La Grotte des supplices                                | Alfred Machin                      | Jean Dax, Germaine Lecuyer                                                              |                         |              |  |
| La Hantise                                             | Louis Feuillade                    | Renée Carl, René Navarre                                                                | Film dramatique         | 24 min       |  |
| Haut les mains !                                       | Louis Feuillade                    | René Dary                                                                               |                         |              |  |
| Les Hêtres rouges                                      | Georges Tréville                   | Georges Tréville                                                                        | Film policier           | 25 min       |  |
| L'Homme de proie                                       | Louis Feuillade                    | Renée Carl, Suzanne Grandais                                                            |                         | 565 m        |  |
| L'Homme et l'Ourse                                     | Jean Durand                        | Joë Hamman, Paul Manson                                                                 | Western                 | 333 m        |  |
| Il y a des pieds au plafond                            | Abel Gance                         | Jean Toulout                                                                            |                         |              |  |
| Jeune fille moderne                                    | Louis Feuillade                    | Yvette Andréyor, André Luguet                                                           |                         |              |  |
| La Jeunesse de Rigadin                                 | Georges Monca                      | Charles Prince                                                                          | Comédie                 | 215 m.       |  |
| Le Jugement de Salomon                                 | Henri Andréani                     | René Alexandre Léontine Massart                                                         | Péplum                  | 405 m        |  |
| Les Larmes du pardon,                                  | René Leprince Ferdinand Zecca      | Gabriel Signoret, René Alexandre                                                        | Film dramatique         | 1110 m       |  |
| Le Lys dans la mansarde                                | René Leprince et Georges Monca     | Jane Faber, Juliette Clarens, Jacques Grétillat                                         | Comédie                 | 290 m.       |  |
| La Maison des lions                                    | Louis Feuillade                    | Renée Carl, Paul Manson Gaston Modot                                                    | Film dramatique         | 272 m        |  |
| Le Maître de forges                                    | Henri Pouctal                      | Gilbert Dalleu                                                                          | Film dramatique         | 565 m        |  |
| Le Mal de mer                                          | Max Linder                         | Max Linder, Charles Lorrain                                                             | Comédie                 | 150 m        |  |
| Le Maléfice                                            | Louis Feuillade                    | Renée Carl, Luitz-Morat                                                                 |                         | 433 m        |  |
| La Malle au mariage                                    | Max Linder                         | Max Linder, Charles Mosnier                                                             | Comédie                 | 9 min        |  |
| Marget et Bénédict                                     | Léonce Perret                      | Yvette Andréyor, Léonce Perret, Maurice Mariaud, Alice Tissot                           |                         |              |  |
| Les Martyrs de la vie                                  | René Leprince                      | René Alexandre, Stacia Napierkowska                                                     | Film dramatique         | 575 m        |  |
| Le Masque d'horreur                                    | Abel Gance                         | Édouard de Max, Charles de Rochefort                                                    | Horreur                 | 367 m        |  |
| Max boxeur par amour                                   | Max Linder                         | Max Linder, Maurice Tourneur Charles de Rochefort                                       | Comédie                 | 235 m        |  |
| Max célibataire                                        | Lucien Nonguet                     | Max Linder                                                                              | Comédie                 |              |  |
| Max émule de Tartarin                                  | Max Linder                         | Max Linder Stacia Napierkowska                                                          | Comédie                 | 225 m        |  |
| Max et l'entente cordiale/ Entente cordiale            | Max Linder                         | Max Linder Stacia Napierkowska                                                          | Comédie                 | 380 m 14 min |  |
| Max et son âne                                         | Max Linder                         | Max Linder                                                                              | Comédie                 | 7 min        |  |
| Max lance la mode                                      | Max Linder                         | Max Linder Stacia Napierkowska                                                          | Comédie                 | 180 m        |  |
| Max peintre par amour                                  | Max Linder                         | Max Linder, Stacia Napierkowska                                                         | Comédie                 | 210 m        |  |
| Max veut grandir                                       | Max Linder                         | Max Linder, Stacia Napierkowska                                                         | Comédie                 | 405 m        |  |
| Max, professeur de tango                               | Max Linder                         | Max Linder                                                                              | Comédie                 | 325          |  |
| Milord l'Arsouille                                     | Albert Capellani                   | Stacia Napierkowska                                                                     | Film dramatique         |              |  |
| Le Mort vivant                                         | Louis Feuillade                    | René Navarre, Renée Carl                                                                | Policier                | 950 m        |  |
| Le Mystère des roches de Kador                         | Léonce Perret                      | Suzanne Grandais, Léonce Perret                                                         | Film dramatique         | 44 min       |  |
| Le Nain                                                | Louis Feuillade                    | Delphin, Renée Carl                                                                     | Film dramatique         | 16 min       |  |
| Nanine, femme d'artiste                                | Léonce Perret                      | Léonce Perret, Yvette Andréyor                                                          | Film dramatique         | 300 m        |  |
| Napoléon, Bébé et les Cosaques                         | Louis Feuillade                    | René Dary, Renée Carl                                                                   | Comédie                 | 304 m        |  |
| Le Nègre blanc                                         | Abel Gance                         | Abel Gance, Mathilde Thizeau, Jean Toulout                                              |                         |              |  |
| Les Noces siciliennes                                  | Louis Feuillade                    | Luitz-Morat, Jeanne Marie-Laurent                                                       |                         |              |  |
| Le Noël de Francesca                                   | Louis Feuillade                    | Suzanne Grandais, Jeanne Marie-Laurent                                                  |                         | 285 m        |  |
| Oh les femmes ! Max et les femmes                      | Max Linder                         | Max Linder, Suzy Depsy                                                                  |                         | 150 m        |  |
| Onésime a un duel à l'américaine                       | Jean Durand                        | Ernest Bourbon, Gaston Modot                                                            | Comédie                 | 142 m        |  |
| Onésime aux enfers                                     | Jean Durand                        | Ernest Bourbon, Gaston Modot                                                            | Comédie                 | 166 m        |  |
| Onésime contre Onésime                                 | Jean Durand                        | Ernest Bourbon, Gaston Modot                                                            | Comédie                 | 233 m        |  |
| Onésime employé des postes                             | Jean Durand                        | Ernest Bourbon, Gaston Modot                                                            | Comédie                 | 142 m        |  |
| Onésime est trop timide                                | Jean Durand                        | Ernest Bourbon, Gaston Modot                                                            | Comédie                 | 135 m        |  |
| Onésime et l'Éléphant détective                        | Jean Durand                        | Ernest Bourbon, Gaston Modot                                                            | Comédie                 | 175 m        |  |
| Onésime et l'Étudiante                                 | Jean Durand                        | Ernest Bourbon, Gaston Modot                                                            | Comédie                 | 186 m        |  |
| Onésime et la Grève des mineurs                        | Jean Durand                        | Ernest Bourbon, Gaston Modot                                                            | Comédie                 | 182 m        |  |
| Onésime et la Toilette de Mademoiselle Badinois        | Jean Durand                        | Ernest Bourbon, Gaston Modot                                                            | Comédie                 | 159 m        |  |
| Onésime et le Chien bienfaisant                        | Jean Durand                        | Ernest Bourbon, Gaston Modot                                                            | Comédie                 | 162 m        |  |
| Onésime et le Nourrisson de la nourrice indigne        | Jean Durand                        | Ernest Bourbon, Gaston Modot                                                            | Comédie                 | 154 m        |  |
| Onésime et le Physicien                                | Jean Durand                        | Ernest Bourbon, Gaston Modot                                                            | Comédie                 | 208 m        |  |
| Onésime garçon costumier                               | Jean Durand                        | Ernest Bourbon, Gaston Modot                                                            | Comédie                 | 185 m        |  |
| Onésime gentleman détective                            | Jean Durand                        | Ernest Bourbon, Gaston Modot                                                            | Comédie                 | 233 m        |  |
| Onésime horloger                                       | Jean Durand                        | Ernest Bourbon, Gaston Modot                                                            | Comédie                 | 150 m        |  |
| Onésime, l'amour vous appelle                          | Jean Durand                        | Ernest Bourbon, Gaston Modot                                                            | Comédie                 | 134 m        |  |
| L'Or qui brûle                                         | Alfred Machin                      | Paul Sablon, Jacques Vandenne                                                           |                         | 22 min       |  |
| L'Oubliette                                            | Louis Feuillade                    | Renée Carl, Sylvette Fillacier                                                          |                         | 449 m        |  |
| Oxford contre Martigues                                | Jean Durand                        | Gaston Modot, Ernest Bourbon                                                            | Comédie                 | 110 m        |  |
| Le Page                                                | Henri Desfontaines                 | Henri Étiévant                                                                          |                         |              |  |
| Paris-Saint-Pétersbourg, minuit trente-cinq            | Henri Fescourt                     | Luitz-Morat, Madeleine Ramey                                                            |                         |              |  |
| Pauvre Père,                                           | Georges Denola                     | Jean Kemm, Aimée Tessandier                                                             | Film dramatique         | 200 m        |  |
| La Peinture et les Cochons                             | Alfred Machin                      | Maurice Mathieu                                                                         | Comédie                 | 105 m        |  |
| Les Perruques de Rigadin                               | Georges Monca                      | Charles Prince, Marcelle Praince                                                        | Comédie                 | 220 m.       |  |
| Le Petit Poucet                                        | Louis Feuillade                    | René Dary, Renée Carl                                                                   | Conte                   | 618 m        |  |
| La Petite Fonctionnaire                                | Georges Denola                     | Ambroise Girier, Charles Lorrain                                                        | Comédie                 | 745 m        |  |
| La Petite Volontaire                                   | Louis Feuillade                    |                                                                                         |                         |              |  |
| La Pierre philosophe                                   | Abel Gance                         |                                                                                         | Court métrage           |              |  |
| Plus fort que la haine                                 | Léonce Perret                      | René Navarre, Renée Carl, Émile Keppens                                                 |                         | 306 m        |  |
| Le Pont sur l'abîme                                    | Louis Feuillade                    | Suzanne Grandais René Navarre, Renée Carl                                               | Serial                  |              |  |
| La Porteuse de pain                                    | Georges Denola                     | Henri Étiévant, Jean Kemm, Charles Dechamps                                             | Film dramatique         |              |  |
| Le Portrait de Rigadin                                 | Georges Monca                      | Charles Prince                                                                          | Comédie                 | 210 m.       |  |
| La Poupée tyrolienne (ou Le Fabricant d'automates)     | Georges Denola                     | Léon Bernard, Émile Mylo, Henry Houry                                                   | Comédie                 | 10 min.      |  |
| La Préméditation                                       | Louis Feuillade                    | Renée Carl, Paul Manson                                                                 |                         | 423 m        |  |
| La Prison sur le gouffre                               | Louis Feuillade                    | Paul Manson, Renée Carl René Navarre                                                    | Serial Film dramatique  | 568 m        |  |
| Le Proscrit                                            | Louis Feuillade                    | Paul Manson, Renée Carl René Navarre                                                    | Film dramatique         | 1146 m       |  |
| Que peut-il arriver ?                                  | Max Linder                         | Max Linder, Paulette Lorsy                                                              | Comédie                 |              |  |
| Quentin Durward                                        | Adrien Caillard                    | René Alexandre, Marie Ventura                                                           | Comédie Film historique |              |  |
| Le Railway de la mort                                  | Jean Durand                        | Joë Hamman, Ernest Bourbon                                                              | Western                 | 15 min       |  |
| Le Regard                                              | Henri Fescourt                     | Luitz-Morat, Madeleine Ramey                                                            |                         |              |  |
| La Reine Élisabeth                                     | Henri Desfontaines Louis Mercanton | Sarah Bernhardt, Lou Tellegen                                                           | Biographique            | 40 min       |  |
| La Revanche du passé                                   | René Leprince                      | Gabriel Signoret, René Alexandre                                                        | Film dramatique         | 405 m        |  |
| Le Révolver matrimonial                                | Jean Durand                        | Joë Hamman, Berthe Dagmar Gustave Hamilton                                              |                         | 224 m        |  |
| Richard III                                            | André Calmettes James Keane (en)   | Robert Gemp                                                                             | Film dramatique         | 55 min       |  |
| Rigadin a tué son frère                                | Georges Monca                      | Charles Prince                                                                          | Comédie                 | 195 m.       |  |
| Rigadin avale son ocarina                              | Georges Monca                      | Charles Prince, Germaine Reuver                                                         | Comédie                 | 170 m.       |  |
| Rigadin au matrimonial club                            | Georges Monca                      | Charles Prince                                                                          | Comédie                 | 270 m.       |  |
| Rigadin aux Balkans                                    | Georges Monca                      | Charles Prince, Yvonne Maëlec, Ferdinand Zecca, Amélie Diéterle, Gabrielle Debrives     | Comédie                 | 330 m.       |  |
| Rigadin cuisinier malgré lui                           | Georges Monca                      | Charles Prince, Germaine Reuver                                                         | Comédie                 | 210 m.       |  |
| Rigadin défenseur de la vertu                          | Georges Monca                      | Charles Prince                                                                          | Comédie                 | 170 m.       |  |
| Rigadin domestique                                     | Georges Monca                      | Charles Prince, Gabrielle Lange, Gabrielle Debrives, Lola Noyr                          | Comédie                 | 195 m.       |  |
| Rigadin entre deux flammes                             | Georges Monca                      | Charles Prince, Amélie Diéterle, Marcelle Praince                                       | Comédie                 | 240 m.       |  |
| Rigadin est décoré                                     | Georges Monca                      | Charles Prince                                                                          | Comédie                 | 195 m.       |  |
| Rigadin est un voleur                                  | Georges Monca                      | Charles Prince, Gabrielle Lange                                                         | Comédie                 | 215 m.       |  |
| Rigadin et la Tante à héritage                         | Georges Monca                      | Charles Prince, Amélie Diéterle, Fernand Tauffenberger, Gabrielle Debrives              | Comédie                 | 225 m.       |  |
| Rigadin et le Chien de la baronne                      | Georges Monca                      | Charles Prince, Blanche Albane, Marcelle Praince                                        | Comédie                 | 215 m.       |  |
| Rigadin explorateur                                    | Georges Monca                      | Charles Prince, Amélie Diéterle, Gabrielle Debrives                                     | Comédie                 | 250 m.       |  |
| Rigadin manchot                                        | Georges Monca                      | Charles Prince                                                                          | Comédie                 |              |  |
| Rigadin mange à bon compte                             | Georges Monca                      | Charles Prince, Germaine Reuver                                                         | Comédie                 | 215 m.       |  |
| Rigadin ne veut pas se faire photographier             | Georges Monca                      | Charles Prince, Jacques Beauvais                                                        | Comédie                 | 215 m.       |  |
| Rigadin nègre malgré lui                               | Georges Monca                      | Charles Prince, Georges Tréville, Nancy Vallier, Henri Bosc, Gaston Sainrat             | Comédie                 | 165 m.       |  |
| Rigadin peintre cubiste                                | Georges Monca                      | Charles Prince, Gabrielle Lange                                                         | Comédie                 | 220 m.       |  |
| Rigadin poète                                          | Georges Monca                      | Charles Prince, Émile Mylo, Armand Lurville, Gabrielle Chalon                           | Comédie                 | 175 m.       |  |
| Rigadin rat d'hôtel                                    | Georges Monca                      | Charles Prince                                                                          | Comédie                 | 235 m.       |  |
| Rigadin se marie                                       | Georges Monca                      | Charles Prince, Gabrielle Lange                                                         | Comédie                 | 295 m.       |  |
| Le Rituel des Musgrave                                 | Georges Tréville                   | Georges Tréville                                                                        | Film policier           | 393 m        |  |
| Le Roman de Max                                        | Max Linder                         | Max Linder                                                                              | Comédie                 | 160 m        |  |
| Rigadin rosière                                        | Georges Monca                      | Charles Prince, Germaine Reuver, André Simon, Henri Collen                              | Comédie                 | 165 m.       |  |
| La Route du devoir                                     | Georges Denola                     |                                                                                         |                         |              |  |
| Le Sacrifice d'Ismaël                                  | Henri Andréani                     |                                                                                         | Péplum                  | 340 m        |  |
| Le Signalement,                                        | Albert Capellani                   | Jean Kemm, Émile Duard                                                                  | Film dramatique         | 310 m        |  |
| Sous la griffe                                         | Jean Durand                        | Joë Hamman, Gaston Modot                                                                |                         | 650 m        |  |
| Sous la livrée                                         | Louis Feuillade                    |                                                                                         |                         |              |  |
| Le Succès de la prestidigitation/ Max escamoteur       | Max Linder                         | Max Linder Stacia Napierkowska                                                          | Comédie                 | 240 m        |  |
| Les Surprises du divorce                               | Georges Monca                      | Charles Prince, Léon Bernard, Charles Lorrain                                           | Comédie                 | 710 m        |  |
| Suzanne et les Vieillards                              | Henri Fescourt                     | Suzanne Grandais                                                                        |                         |              |  |
| Le Témoin                                              |                                    |                                                                                         |                         |              |  |
| Le Tourment                                            | Louis Feuillade                    | Renée Carl, Paul Manson                                                                 |                         | 233 m        |  |
| La Tournée du docteur (ou Le Cabriolet du docteur)     | Georges Denola                     | Théodore Thalès, dit Le mime Thalès, Georges Tréville, Germaine Dermoz, Auguste Mévisto | Film dramatique         | 225 m.       |  |
| Le Tragique Amour de Mona Lisa                         | Albert Capellani                   | Jacques Grétillat, Aimée Raynal                                                         | Film dramatique         | 550 m        |  |
| Les Trois Mousquetaires                                | André Calmettes Henri Pouctal      | Émile Dehelly, Gaston Prika, Marcel Vibert                                              |                         |              |  |
| Tyrtée                                                 | Louis Feuillade                    | Renée Carl, Luitz-Morat Alice Tissot                                                    |                         | 330 m        |  |
| Un cas de conscience                                   | Louis Feuillade                    | René Navarre Jeanne Marie-Laurent                                                       |                         |              |  |
| Un nouvel exploit de Rigadin                           | Georges Monca                      | Charles Prince                                                                          | Comédie                 | 220 m.       |  |
| Une idylle à la ferme                                  | Max Linder                         | Max Linder                                                                              | Comédie                 | 240 m        |  |
| Un mariage au téléphone                                | Max Linder                         | Max Linder Stacia Napierkowska                                                          | Comédie                 | 245 m        |  |
| Une nuit agitée                                        | Max Linder                         | Max Linder, Stacia Napierkowska                                                         |                         |              |  |
| Vaincre ou mourir                                      | Henri Desfontaines                 |                                                                                         |                         | 293 m        |  |
| La Vengeance de Licinius                               | Georges Denola                     | Henri Étiévant, Georges Tréville                                                        |                         |              |  |
| La Vengeance du domestique                             | Max Linder                         | Max Linder, Charles Mosnier                                                             | Comédie                 |              |  |
| La Vertu de Lucette                                    | Louis Feuillade                    | Renée Carl, Paul Manson                                                                 |                         | 324 m        |  |
| La Vie ou la Mort                                      | Louis Feuillade                    | Renée Carl, René Navarre                                                                |                         | 510 m        |  |
| Voisins et Voisines                                    | Louis Feuillade                    |                                                                                         |                         |              |  |
| Le Voyage de noces en Espagne                          | Max Linder                         | Max Linder, Jane Renouardt                                                              | Comédie                 | 135 m        |  |
| Les Yeux qui meurent                                   | Louis Feuillade                    | Renée Carl, Marthe Vinot                                                                |                         | 300 m        |  |
| Zigoto en pleine lune de miel                          | Jean Durand                        | Lucien Bataille, Berthe Dagmar, Gaston Modot                                            | Comédie                 | 132 m        |  |
| Zigoto et la Blanchisseuse                             | Jean Durand                        | Lucien Bataille, Berthe Dagmar, Gaston Modot                                            | Comédie                 | 8 min        |  |
| Zigoto plombier d'occasion                             | Jean Durand                        | Lucien Bataille, Gaston Modot                                                           | Comédie                 | 122 m        |  |
| Zigoto promène ses amis                                | Jean Durand                        | Lucien Bataille, Berthe Dagmar, Gaston Modot                                            | Comédie                 | 111 m        |  |